# どんぐりぱわーず
どんぐりぱわーずは、ワタナベエンターテインメントに所属する日本のお笑いコンビ。

## メンバー
- ミナコ（本名:山内 美奈子〈やまうち みなこ〉1985年6月19日（39歳） -）
身長151cm。独身。
北海道十勝総合振興局河西郡更別村出身[1]。
NSCへ入る前は大阪で3年間看護師として勤務していた。ある時にこのまま看護師で終わるのかと思い、人を笑わせることが好きだったことからお笑いの世界へ入った。SMAPやKAT-TUNが好きだったこともあり彼らに会いたかったことも芸能界入りの理由だったという[2]。
父は地元・十勝の建設会社社長。ミナコ自身も『『ぷっ』すま』（テレビ朝日）に「セレブ芸人」として出演したことがあった[3]。
座右の銘は「酒池肉林」[3]。

- あいこ（本名:黒田 愛子〈くろだ あいこ〉1991年5月9日（34歳） -）
身長151cm。独身。
兵庫県姫路市出身[1]。
お笑いを始めたきっかけは、高校時代にはんにゃの「ズクダンズンブングンゲーム」が好きで完全コピーしていたことから[2]。高校を中退してお笑い界に入る[3]。
座右の銘は「笑う門には福来る」[3]。
体型の影響で足の爪が切れず、上を向いて寝ると息が出来ないので横になって寝ているが、朝起きたら手がしびれて感覚が無くなっていると話している[4]。

## 略歴
2人ともNSC（吉本総合芸能学院）大阪校32期出演同士で、当時から2人して太っていたため自然に仲良くなったという。2010年2月にコンビ『D-ハツラツ』を結成（「D」はデブ、ダイエット、どんくさい、ドリームのそれぞれの頭文字のことから）。同年3月にNSC大阪校を卒業し、吉本興業大阪本部へ所属。しばらくして同・東京に移籍した。
2010年7月23日に行われた第31回今宮子供えびすマンザイ新人コンクールにて優勝にあたる福笑い大賞受賞（このとき後のM-1グランプリチャンピオンであるミルクボーイを下している）。この翌日、同年7月24日には続けて大阪府茨木市の賞レース「ボルケーノ茨木」にて優勝。 
後に吉本を退社してフリーになり、2015年10月にワタナベコメディスクールに23期として入学。当時はD-ハツラツのままで在籍。同スクール卒業後の2016年10月、ワタナベエンターテインメントに正所属。それと同じくしてコンビ名を『どんぐりパワーズ』へと改名、同年10月1日を再デビュー日としている。2020年11月、画数判断によりひらがなの『どんぐりぱわーず』へと改名した。
2017年開催の女芸人No.1決定戦 THE Wにて決勝進出。
合計体重200kg超えのコンビとして知られ、ネタはコントと漫才の両方を行い自分たちの体型を活かしたものが多い。ミナコの二の腕をあいこが揺らして笑いを取る振りがある。

## 出演

### テレビ
- メイドインカンサイ（関西テレビ放送）
- あらびき団（TBS）
- B.C.ビューティー・コロシアム（フジテレビ）
- おはスタ（テレビ東京）
2010年10月 - 2011年5月の「おはスタ645」にて、ミナコのみ「レンジャー5 〜今日の主役は誰だ!?〜」コーナーで、ムシレンジャーの「ピンクレンジャー」として出演
- FNS27時間テレビ女子力全開2013乙女の笑顔が明日をつくる!!（フジテレビ）- 2013年8月4日
- アレはスゴかった!!（テレビ朝日）- 2014年8月10日
- 4×9（日本テレビ）- 2014年10月6日、ミナコのみ
- あのニュースで得する人損する人（日本テレビ）- 2015年1月15日
- 真実解明バラエティー!トリックハンター（日本テレビ）- 2015年1月28日、ミナコのみ
- ZIP!（日本テレビ）- 2015年6月4日
- 新・週刊フジテレビ批評（フジテレビ）- 2016年9月10日
- Momm!!（TBS）- 2017年1月17日
- 『ぷっ』すま（テレビ朝日）- 2017年2月4日
- 青春!Live Channel（テレビ東京）- 2017年6月1日
- はやりば（中京テレビ放送）- 2018年1月19日
- ウチのガヤがすみません!（日本テレビ）- 2018年2月6日初出演
- 人生が変わる1分間の深イイ話（日本テレビ）- 2018年2月12日
- にちようチャップリン（テレビ東京） - 2018年2月11日初出演
- AI-TV（フジテレビ） - 2018年3月5日
- オールスター後夜祭（TBS） - 2018年4月1日
- 有田P おもてなす（NHK総合テレビジョン） - 2018年4月7日初出演
- 冗談騎士（BSフジ） - 2018年4月～、レギュラー出演
- サンリオキャラクターズ ポンポンジャンプ！（BSフジ）- 2019年4月から翌春の廃止までコンビで出演。
- 水曜日のダウンタウン（TBS）- 2021年5月12日、ミナコ[13]
- そろそろにちようチャップリン（テレビ東京）- 2021年11月27日・12月4日「女の闘いがここにある！THEハリセンボン杯」[14]

### CM
- ロッテ「Fit's」- 2012年、あいこのみ[15]